# Voorst (bedrijventerrein)
Voorst (uitspraakⓘ) is een bedrijventerrein ten westen van Zwolle.
Het bestaat uit drie delen, die tevens administratieve buurten van Zwolle zijn:
- Voorst A (voorheen bekend als Katwolde), ingeklemd aan de zuidoostzijde door de A28, aan de zuidwestzijde door het Kamperlijntje, aan de noordwestzijde door het Zwolle-IJsselkanaal en in het noordoosten door het Zwarte Water. Vroeger stonden er veel scholen voor beroepsopleiding, die bijna alle verplaatst zijn naar elders in de stad. Het TPG-bestelkantoor voor Zwolle-West is er te vinden. Tevens zijn hier de benzine-opslagtanks van Esso gevestigd. Verder vindt men er lichte industrie.
- Voorst B ligt tussen Zwolle-IJsselkanaal, ten zuidwestzijde van het Kamperlijntje, rijksweg A28 en Spoolde. In dit deel van Voorst vindt men vooral zware industrie, waaronder de vrachtwagenfabrikant Scania. In het oosten van Voorst B staat de IJsseltoren, het nieuwe hoofdkantoor van ABN AMRO Verzekeringen, de hoogste toren van Zwolle. Ernaast is het hoofdkantoor van ENGIE Energie Nederland (voorheen GDF SUEZ en Electrabel) verrezen in de vorm van een reusachtige stoel. Hier vindt men ook de grote woonboulevard van Zwolle. Kantorenpark Voorsterpoort is in de bestemmingsplannen de nieuwe naam van dit gebied.
- Voorst C ligt ruwweg tussen de wijk Westenholte, Zwolle-IJsselkanaal en het Kamperlijntje en heeft daarbij een eigen haven: de Voorster haven. Hier zijn voornamelijk groothandels, tuincentra en bouwmarkten gevestigd. In 1825 bouwde houthandel van Eindhoven hier als eerste op de toenmalige buitenplaats Twistvliet te Frankhuis aan het Zwarte Water een windhoutzaagmolen.

Voorst is het enige bedrijventerrein van Zwolle met een eigen waterverbinding, rechtstreeks naar de IJssel via de Spooldersluis, 
In 2013 werd de stamlijn Zwolle Katwolde, een goederenspoorverbinding met het Kamperlijntje, opgebroken.
Voorst ontleent zijn naam aan het kasteel Voorst dat ooit in die omgeving heeft gestaan.